# Classe Wielingen
Le unità della classe Wielingen, o E-71, sono quattro fregate realizzate secondo un programma di ammodernamento delle unità navali di prima linea belghe e sono state le prime imbarcazioni militari di questa grandezza costruite dai belgi nel secondo dopoguerra.

## Descrizione
La progettazione prevede un ponte continuo per quasi tutta la lunghezza della nave, con un buon bordo libero, due blocchi di sovrastrutture (quello anteriore dispone di una plancia paragonabile a quella di un ponte superiore), l'albero principale con il radar olandese di controllo del tiro, mentre nella parte posteriore vi è un grosso e basso fumaiolo. Dietro ancora si trova un piccolo albero con un altro radar olandese, il DA-05 per la scoperta aerea e superficie combinata.
L'apparato motore è dato da una coppia di propulsori diesel e da una turbina Olympus per una combinazione CODOG in due assi.
L'armamento è costituito da un cannone francese Compact da 100mm, un'arma potente con gittata di 13 km, granate da 13 kg e cadenza di tiro di 60 colpi al minuto, e due cannoni da 20mm antiaerei. Come armi antinave sono presenti 4 MM.38 a prua,  mentre i missili antiaerei Sea Sparrow sono a poppa. Le armi antisommergibili sono un lanciarazzi francese di progettazione svedese e 2 lanciasiluri con 10 armi L5 pure francesi. Le navi sono equipaggiate con un sistema di condizionamento dell'aria in tutti i locali, e un impianto di stabilizzazione Vosper inglese.
Il sonar è un modello Westinghouse statunitense, i motori sono diesel Cockerill belgi e la turbina Olympus inglese.
Nell'insieme queste navi, fregate leggere, hanno il principale difetto nel non ospitare elicotteri: per poterlo fare si sarebbe dovuto eliminare il lanciamissili poppiero Sea Sparrow. Entrarono in servizio nel 1978 e, dal momento che si trattava delle più importanti unità della marina belga, denotarono loro malgrado differenza con la marina olandese, che aveva dodici Kortenaer pesanti ciascuna il doppio delle navi belghe e molto più potenti.

## Unità
Le unità che compongono la classe sono:
- Wielingen (F-910) - Costruita nel cantiere navale di Temse, varata il 30 marzo 1976 è entrata in servizio il 20 gennaio 1978. Andata in disarmo nel 2006 è stata venduta alla Bulgaria e ribattezzata Verni (in bulgaro: Верни) è entrata in servizio nel 2008.
- Westdiep (F-911) -  Costruita nel cantiere navale di Anversa, varata l'8 dicembre 1975 è entrata in servizio il 20 gennaio 1978. Andata in disarmo il 5 ottobre 2007 è stata venduta alla Bulgaria e ribattezzata Gordi (cirillico:Горди) è entrata in servizio nel 2008.
- Wandelaar (F912) - Costruita nel cantiere navale di Temse, varata il 21 giugno 1977 è entrata in servizio il 3 ottobre 1978. Venduta nel 2004 alla Bulgaria e ribattezzata Drazki (Дръзки) è stata consegnata ai bulgari nel porto di Zeebrugge il 21 ottobre 2005
- Westhinder (F913) -  Costruita nel cantiere navale di Anversa, varata il 30 marzo 1976 è entrata in servizio il 20 gennaio 1978. In seguito ad un incidente al largo delle coste della Norvegia durante un'esercitazione antisommergibile, nel 1993 è stata ritirata dal servizio e successivamente demolita.

Le unità vendute alla Bulgaria sono state sostituite da due fregate della Classe-M che il Belgio ha acquistato dai Paesi Bassi.